# Allen Stack
Allen McIntyre Stack (New Haven, 23 januari 1928 – Honolulu, 12 september 1999) was een Amerikaans zwemmer.

## Biografie
Tijdens de Olympische Zomerspelen van 1948 won Stack op de gouden medaille op de 100m rugslag.
Stack won tijdens de Pan-Amerikaanse Spelen 1951 de gouden medaille op de 100 meter rugslag en de 3x100 meter wisselslag. De vlinderslag was nog geen erkende slag in 1951.
In 1952 eindigde Stack als vierde op de olympische 100 meter rugslag.
In 1979 werd Stack opgenomen in de International Swimming Hall of Fame. 
1908: Arno Bieberstein ·
1912: Harry Hebner ·
1920: Warren Kealoha ·
1924: Warren Kealoha ·
1928: George Kojac ·
1932: Masaji Kiyokawa ·
1936: Adolph Kiefer ·
1948: Allen Stack ·
1952: Yoshinobu Oyakawa ·
1956: David Theile ·
1960: David Theile ·
1968: Roland Matthes ·
1972: Roland Matthes ·
1976: John Naber ·
1980: Bengt Baron ·
1984: Rick Carey ·
1988: Daichi Suzuki ·
1992: Mark Tewksbury ·
1996: Jeff Rouse ·
2000: Lenny Krayzelburg ·
2004: Aaron Peirsol ·
2008: Aaron Peirsol ·
2012: Matt Grevers ·
2016: Ryan Murphy ·
2020: Jevgeni Rylov ·
2024: Thomas Ceccon